# 身玉山
身玉山（みたまざん・みたまさん）は、愛知県豊田市にある真言密教の単立の寺であり、寺格は総本山である。本尊は不動明王。愛知県では比較的規模の大きい寺院で、家内安全、交通安全などを祈る護摩祈祷のために訪れる人も多い。不動明王信仰の寺院のひとつであり、寺名は一般には「身玉山」と呼ばれることが多い。

## 教義と歴史
身玉山の教義は、明治の神仏分離令前の日本の一般的な信仰形態である神仏習合の教義である。空海等が体系的な経典仏教をもたらす前に、断片的に伝来していた仏教経典と日本古来の神道・山岳信仰を組み合わせた教えで、役小角を始祖とする教え（修験道）ということもできる。空海も唐へ渡る前は修験道を修めていたことが知られている。空海や最澄が体系的な仏教をもたらした後は、本地垂迹という形で仏教体系の中に神道が取り込まれる形で日本の宗教が定着していった。天皇も日本仏教の法王や上皇の称号を有していた他、皇室は真言密教にものっとって祈祷や埋葬等を行なっていた。しかし明治維新の際に神仏分離令が出されたため、各地の神仏習合の寺社は神道か仏教を選択する必要に迫られた。多く神仏習合の寺社は、分離し、故に多くのお寺と神社が隣り合っている状態が日本各地でよく見られる。身玉山は神仏分離前の日本の一般的な信仰形態を残している。身玉山は身玉山明華の代に隆盛した。身玉山明華の家系は吉野修験道を修する家系であったが第二次世界大戦前は有名ではなかった。戦後に神仏習合が再び公認されるに至り、発展を迎えることとなる。身玉山は愛知県に4社寺、岐阜県に1社寺を構える。昭和30年代に宗教法人化した。行事としては春秋の大祭の他、夏と冬に御嶽山・富士山へ登拝している。上記の通り身玉山の教義は宗教の体系上では修験道と捉えられるが、空海（弘法大師）にあやかり高野山真言宗に近い教義であるとされている。本尊は不動明王で、脇侍に弘法大師を配置している。また豊田市の本山には、弘法大師の誕生から逝去までの毎歳の仏像を祀った弘法堂（大師堂）もある。故に弘法大師に対する信仰も身玉山では重要とされている。

## 管長
2013年（平成25年）1月時点の管長は身玉山勝代である。

## 伽藍
豊田市の身玉山大定院の境内は広く、本殿、六角堂、弘法堂が配されている。鐘楼は愛知県最大とされている。約62体の弘法大師の歳毎の仏像を配した弘法堂は圧巻である。最寄り駅は名鉄平戸橋駅。

## その他
以下の5社寺の他、御嶽山麓に霊神場、御嶽山中に白川大神の礼拝場等を擁している。
- 身玉山大定院（愛知県豊田市）
- 身玉山金城院（愛知県名古屋市北区）
- 身玉山有松院（愛知県名古屋市緑区）
- 身玉山皇勅院（愛知県豊明市）
- 身玉山奥之院（岐阜県多治見市）